# Primera División de Chile 1949
El Campeonato Nacional de Fútbol de la Primera División de 1949 fue el torneo disputado en la 17.ª temporada del fútbol profesional chileno, con la participación de doce equipos. 
El torneo se jugó en dos rondas con un sistema de todos-contra-todos.
El campeón del torneo fue Universidad Católica, que logró su primer campeonato.

## Tabla final
| Pos | Equipo               | PJ | PG | PE | PP | GF | GC | Dif | Pts |
| --- | -------------------- | -- | -- | -- | -- | -- | -- | --- | --- |
| 1   | Universidad Católica | 22 | 16 | 2  | 4  | 43 | 25 | 18  | 34  |
| 2   | Santiago Wanderers   | 22 | 13 | 4  | 5  | 48 | 23 | 25  | 30  |
| 3   | Audax Italiano       | 22 | 11 | 5  | 6  | 45 | 33 | 12  | 27  |
| 4   | Santiago Morning     | 22 | 8  | 8  | 6  | 39 | 36 | 3   | 24  |
| 5   | Unión Española       | 22 | 9  | 5  | 8  | 49 | 43 | 6   | 23  |
| 6   | Universidad de Chile | 22 | 9  | 5  | 8  | 52 | 51 | 1   | 23  |
| 7   | Everton              | 22 | 10 | 3  | 9  | 40 | 43 | -3  | 23  |
| 8   | Magallanes           | 22 | 7  | 8  | 7  | 39 | 41 | -2  | 22  |
| 9   | Colo-Colo            | 22 | 6  | 7  | 9  | 46 | 38 | 8   | 19  |
| 10  | Green Cross          | 22 | 8  | 3  | 11 | 52 | 53 | -1  | 19  |
| 11  | Iberia               | 22 | 3  | 7  | 12 | 30 | 53 | -23 | 13  |
| 12  | Badminton            | 22 | 1  | 5  | 16 | 27 | 71 | -44 | 7   |

PJ=Partidos jugados; PG=Partidos ganados; PE=Partidos empatados; PP=Partidos perdidos; GF=Goles a favor; GC=Goles en contra; Dif=Diferencia de gol; Pts=Puntos
|  | Campeón             |
|  | Descenso suspendido |

## Descenso
Badminton mantuvo su cupo en Primera División al fusionarse con el campeón de la DIVHA Ferroviarios formando el club Ferrobádminton.

## Campeón
| Chile                          |
| Universidad Católica 1º Título |